# Cantonul Levallois-Perret-Nord
Cantonul Levallois-Perret-Nord este un canton din arondismentul Nanterre, departamentul Hauts-de-Seine, regiunea Île-de-France, Franța.

## Comune
| Comune                            | Populație (1999) | Cod poștal | Cod INSEE |
| --------------------------------- | ---------------- | ---------- | --------- |
| Clichy, commune entière           | 58.388           | 92.110     | 92 024    |
| Levallois-Perret, commune entière | 62.995           | 92.300     | 92 044    |